# Diócesis de Barrancabermeja
La diócesis de Barrancabermeja (en latín: Dioecesis Barrancabermeiensis) es una circunscripción eclesiástica de la Iglesia católica en Colombia. Se trata de una diócesis latina, sufragánea de la arquidiócesis de Bucaramanga. Desde el 29 de mayo de 2020 su obispo es Ovidio Giraldo Velásquez.

## Territorio y organización
La diócesis tiene 15 000 km² y extiende su jurisdicción sobre los fieles católicos de rito latino residentes en 13 municipios de dos departamentos:
- en el departamento de Antioquia: Puerto Berrío, Puerto Nare y Yondó;
- en el departamento de Santander: Barrancabermeja, Betulia, Bolívar, Cimitarra, El Carmen de Chucurí, Puerto Parra, Puerto Wilches, Sabana de Torres, San Vicente de Chucurí y Simacota.

Su territorio limita al noreste con la arquidiócesis de Bucaramanga y la diócesis de Ocaña, al este con la diócesis de Socorro y San Gil, al sur con la diócesis de La Dorada-Guaduas, al norte con la diócesis de Ocaña y la diócesis de Magangué, al suroeste con la diócesis de Sonsón-Rionegro y la diócesis de Girardota, al occidente con la diócesis de Santa Rosa de Osos y al noroeste con la Diócesis de Magangué.
La sede de la diócesis se encuentra en la ciudad de Barrancabermeja, en donde se halla la Catedral de la Inmaculada Concepción.
En 2022 en la diócesis existían 34 parroquias.

## Historia
La presencia de la Iglesia católica en el Magdalena Medio santandereano es reciente, el territorio de la actual diócesis fue evangelizado a partir de finales del siglo XIX por los jesuitas, quienes iniciaron la misión del río Magdalena. Fue el superior de la misión, el padre Efraín Fernández, quien propuso la erección de una prefectura apostólica en 1923 para facilitar la labor misional. Solo hasta comienzos del siglo XX se estableció allí de manera continua, a la par del proceso de colonización de la región, que hasta entonces, estaba poblada de bosques y de los últimos reductos de los indígenas yariguíes. El hallazgo de fuentes de petróleo cambio la situación, y provocó, junto con el establecimiento de la empresa petrolera Tropical Oil Company (TROCO), la llegada de miles de inmigrantes trabajadores de distintas partes del país, que se instalaron en Barrancabermeja. La ciudad creció y también los creyentes. En 1923 se creó la primera parroquia católica en Barrancabermeja. 
La prefectura apostólica de Río Magdalena fue erigida el 2 de abril de 1928 con la bula Dominici gregis del papa Pío XI, obteniendo el territorio de la entonces diócesis de Nueva Pamplona, de Socorro y San Gil y de Santa Marta. La sede de la prefectura era la ciudad de Puerto Wilches.
La prefectura apostólica inició su funcionamiento el 9 de septiembre de 1928 con Carlos Hilario Correa como prefecto, quien renunció cuatro años después, para ser reemplazado por el padre Rafael Toro, quien renunció el 20 de mayo de 1947 por motivos de salud, al igual que su antecesor.
El 18 de abril de 1950, como consecuencia de la bula Apostolicis sub plumbo del papa Pío XII, la prefectura apostólica fue elevada a vicariato apostólico y tomó el nombre de vicariato apostólico de Barrancabermeja.
El 26 de octubre de 1962 cedió una porción de su territorio para la erección de la diócesis de Ocaña mediante la bula Quoniam arcana del papa Juan XXIII.
El 27 de octubre de 1962 el vicariato apostólico fue elevado a diócesis mediante la bula Divina Christi verba del papa Juan XXIII, sufragáneo de la arquidiócesis de Nueva Pamplona. Al mismo tiempo, su territorio se amplió con territorios de las diócesis de Socorro y San Gil, Tunja, Santa Rosa de Osos y Sonsón y de la arquidiócesis de Medellín.
El 19 de agosto de 1963, mediante la carta apostólica Qui fuit Columbianae terrae el papa Pablo VI proclamó a san Pedro Claver como patrono principal de la diócesis.
El 14 de diciembre de 1974 pasó a formar parte de la provincia eclesiástica de la arquidiócesis de Bucaramanga.
El 29 de marzo de 1984 cedió una porción de su territorio para la erección de la diócesis de La Dorada-Guaduas mediante la bula Quod iure del papa Juan Pablo II.
Arango renunció al llegar a la edad canónica de retiro y como su sucesor fue nombrado Juan Francisco Sarasti Jaramillo, posesionado el 3 de marzo de 1984, permaneciendo nueve años en la diócesis, hasta que en 1993, Sarasti fue promovido como arzobispo de la arquidiócesis de Ibagué, y la diócesis de Barrancabermeja recibió a José Figueroa Gómez como administrador diocesano. Ese mismo año, el 16 de octubre, Jaime Prieto Amaya fue nombrado obispo, y tomó posesión dos meses después. Prieto Amaya desempeñó una actividad pastoral notable por su compromiso en favor de los derechos humanos, en un momento en que la diócesis y la región entera vivió uno de sus momentos más grises por la violencia paramilitar y guerrillera. 
El 18 de junio de 1988 cedió otra porción de su territorio para la erección de la diócesis de Girardota mediante la bula Qui peculiari del papa Juan Pablo II.

### Desarrollo de la pastoral social
La Iglesia diocesana desde sus orígenes ha experimentado unas condiciones particulares. Según los historiadores Plata y Figueroa, "la  pastoral realizada por la Iglesia católica tuvo un acento distinto, lo  que la obligó tempranamente a acercarse al mundo obrero con el objeto de hacer alianzas y a  su vez, crear vínculos con las directivas de La Troco, compuesta por norteamericanos, generalmente de origen protestante. Es así como en los años cuarenta surgieron varios sindicatos de corte católico que buscaron competir con el sindicalismo socialista, al tiempo que se gestionaban recursos con la petrolera para la construcción de iglesias y casas curales. Con todo, la Iglesia Católica logró expandirse, lo que le permitió en los años setenta contar con once parroquias en la ciudad"
Luego, la elevación al rango de diócesis coincidió con una época de cambios generada por el Concilio Vaticano II (1962-1965) y la II Conferencia del CELAM en Medellín (1968); se crea el Secretariado de Pastoral Social y una generación de jóvenes sacerdotes liderada por Floresmiro López, Eduardo Díaz Ardila, Nel Beltrán Santamaría (hoy obispo) y Gabriel Ojeda, entre otros, desarrolla una pastoral muy comprometida con los pobres y en apoyo de reinvidaciones básicas en temas como: servicios públicos, desarrollo económico, vivienda, salud, familia, mujer y educación. Se crean, en este sentido, Comunidades Eclesiales de Base y entidades como la Organización Femenina Popular (OFP) o el Instituto Cristiano de Promoción Campesina (ICPROC) entre muchas otras.  
Por esos años la región experimenta grandes problemas de seguridad y orden público con la lucha entre grupos guerrilleros de izquierda, las fuerzas armadas oficiales y las organizaciones paramilitares de derecha. Asesinatos, despojo de tierras y violaciones a los derechos humanos son actos constantes en los años 80 y 90 del siglo XX. Ante esta situación la Iglesia diocesana desarrolla una pastoral por la paz que procuró acompañar y proteger a las víctimas, generar estrategias de diálogo con los grupos armados (los "diálogos pastorales") apoyar la creación de organizaciones que protegieran la vida, la paz y procuraran el desarrollo económico sostenible en una región muy desigual. Uno de los programas que la diócesis apoyó en su gestión fue el Programa de Desarrollo y Paz, nacido en 1995 y que se ha convertido en un referente nacional.    
La labor evangelizadora de la diócesis de Barrancabermeja ha estado acompañada de la promoción del desarrollo económico, político y social de sus habitantes y de la construcción de una Cultura de la paz.

## Estadísticas
Según el Anuario Pontificio 2023 la diócesis tenía a fines de 2022 un total de 481 000 fieles bautizados.
| Año                                                                             | Población            | Población | Población      | Sacerdotes | Sacerdotes    | Sacerdotes    | Bautizados por sacerdote | Diáconos permanentes | Religiosos | Religiosos | Parroquias |
| Año                                                                             | Bautizados católicos | Total     | % de católicos | Total      | Clero secular | Clero regular | Bautizados por sacerdote | Diáconos permanentes | Varones    | Mujeres    | Parroquias |
| ------------------------------------------------------------------------------- | -------------------- | --------- | -------------- | ---------- | ------------- | ------------- | ------------------------ | -------------------- | ---------- | ---------- | ---------- |
| 1950                                                                            | 68 000               | 68 000    | 100.0          | 12         |               | 12            | 5666                     |                      | 21         | 42         | 6          |
| 1966                                                                            | 291 000              | 294 000   | 99.0           | 47         | 31            | 16            | 6191                     |                      | 26         | 130        | 24         |
| 1970                                                                            | 317 000              | 321 000   | 98.8           | 46         | 34            | 12            | 6891                     |                      | 16         | 148        | 27         |
| 1976                                                                            | 360 000              | 371 000   | 97.0           | 46         | 35            | 11            | 7826                     |                      | 13         | 125        | 28         |
| 1980                                                                            | 396 000              | 409 000   | 96.8           | 43         | 33            | 10            | 9209                     |                      | 12         | 108        | 28         |
| 1990                                                                            | 385 000              | 444 000   | 86.7           | 42         | 31            | 11            | 9166                     |                      | 12         | 119        | 27         |
| 1999                                                                            | 410 000              | 525 000   | 78.1           | 55         | 41            | 14            | 7454                     |                      | 16         | 95         | 28         |
| 2000                                                                            | 380 000              | 520 000   | 73.1           | 57         | 44            | 13            | 6666                     | 1                    | 13         | 91         | 28         |
| 2001                                                                            | 390 000              | 530 000   | 73.6           | 62         | 48            | 14            | 6290                     | 1                    | 14         | 86         | 30         |
| 2002                                                                            | 380 000              | 530 000   | 71.7           | 57         | 43            | 14            | 6666                     | 1                    | 14         | 85         | 30         |
| 2003                                                                            | 350 000              | 530 000   | 66.0           | 57         | 47            | 10            | 6140                     |                      | 10         | 82         | 33         |
| 2004                                                                            | 320 000              | 540 000   | 59.3           | 60         | 50            | 10            | 5333                     |                      | 10         | 80         | 33         |
| 2006                                                                            | 386 000              | 539 000   | 71.6           | 65         | 53            | 12            | 5938                     | 1                    | 15         | 47         | 34         |
| 2012                                                                            | 420 000              | 584 000   | 71.9           | 66         | 56            | 10            | 6363                     | 1                    | 10         | 39         | 34         |
| 2015                                                                            | 435 000              | 605 000   | 71.9           | 70         | 56            | 14            | 6214                     | 1                    | 15         | 28         | 34         |
| 2018                                                                            | 449 875              | 625 690   | 71.9           | 82         | 70            | 12            | 5486                     |                      | 12         | 26         | 29         |
| 2020                                                                            | 465 500              | 647 400   | 71.9           | 78         | 67            | 11            | 5967                     |                      | 11         | 14         | 34         |
| 2022                                                                            | 481 000              | 669 000   | 71.9           | 71         | 67            | 4             | 6774                     |                      | 4          | 8          | 34         |
| Fuente: Catholic-Hierarchy, que a su vez toma los datos del Anuario Pontificio. |                      |           |                |            |               |               |                          |                      |            |            |            |

## Episcopologio

### Prefectos apostólicos del Río Magdalena
- Carlos Hilario Currea, S.I. † (8 de enero de 1929-1932 renunció)
- Rafael Toro, S.I. † (20 de febrero de 1932-20 de mayo de 1947 renunció)
- Bernardo Arango Henao, S.I. † (28 de noviembre de 1947-18 de abril de 1950 nombrado vicario apostólico)

### Vicario apostólico de Barrancabermeja
- Bernardo Arango Henao, S.I. † (18 de abril de 1950-27 de octubre de 1962 nombrado obispo diocesano)

### Obispos diocesanos de Barrancabermeja
- Bernardo Arango Henao, S.I. † (27 de octubre de 1962-23 de diciembre de 1983 retirado)
- Juan Francisco Sarasti Jaramillo, C.I.M. † (23 de diciembre de 1983-25 de marzo de 1993 nombrado arzobispo de Ibagué)
- Jaime Prieto Amaya † (11 de noviembre de 1993-1 de diciembre de 2008 nombrado obispo de Cúcuta)
- Camilo Fernando Castrellón Pizano, S.D.B. (2 de diciembre de 2009-29 de mayo de 2020 retirado)
- Ovidio Giraldo Velásquez, desde el 29 de mayo de 2020